# Gușă albastră
Gușă albastră (Luscinia svecica) este o specie de pasăre care face parte din famila Muscicapidae, subfamilia Saxicolinae, genul Luscinia, în trecut fiind încadrată în familia sturzilor (Turdidae). Gușa albastră face parte din neamul privighetorilor, în România fiind o pasăre rară. Masculul are spatele cafeniu, pieptul albicios; pe bărbie și gușă are o pată albastră. Pasărea duce o viață foarte ascunsă de vederea omului. Gușa albastră trăiește în regiunile joase cu întinderi mari,  inaccesibile, de mlaștină cu stufăriș. În România în anul 1968 a fost descoperit prima oară locul ei de cuibărit din delta Dunării. Pasărea își face cuibul ascuns în vegetația umedă, la marginea plaurului cu iarbă. Prin luna mai femela depune 5-6 ouă alb-verzui, cu puncte ruginii, pe care le clocește singură 13-14 zile. Toamna migrează în Africa de Nord și Asia de Sud-Vest. 

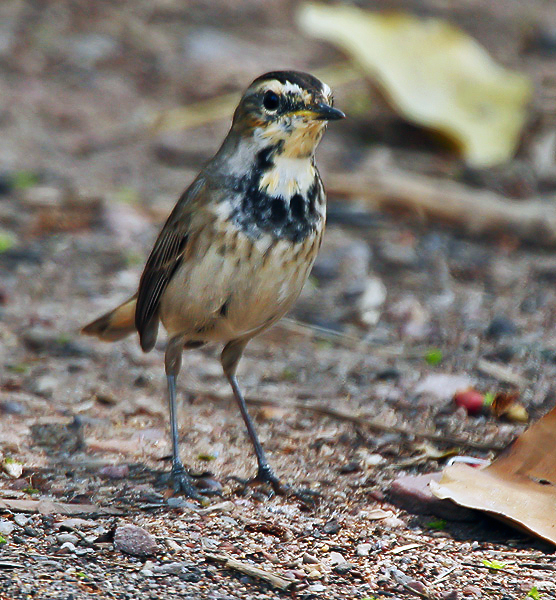
O femelă, în Rajasthan, India.

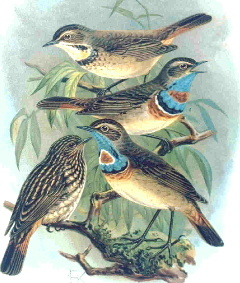
Gușă albastră după Naumann (1905).

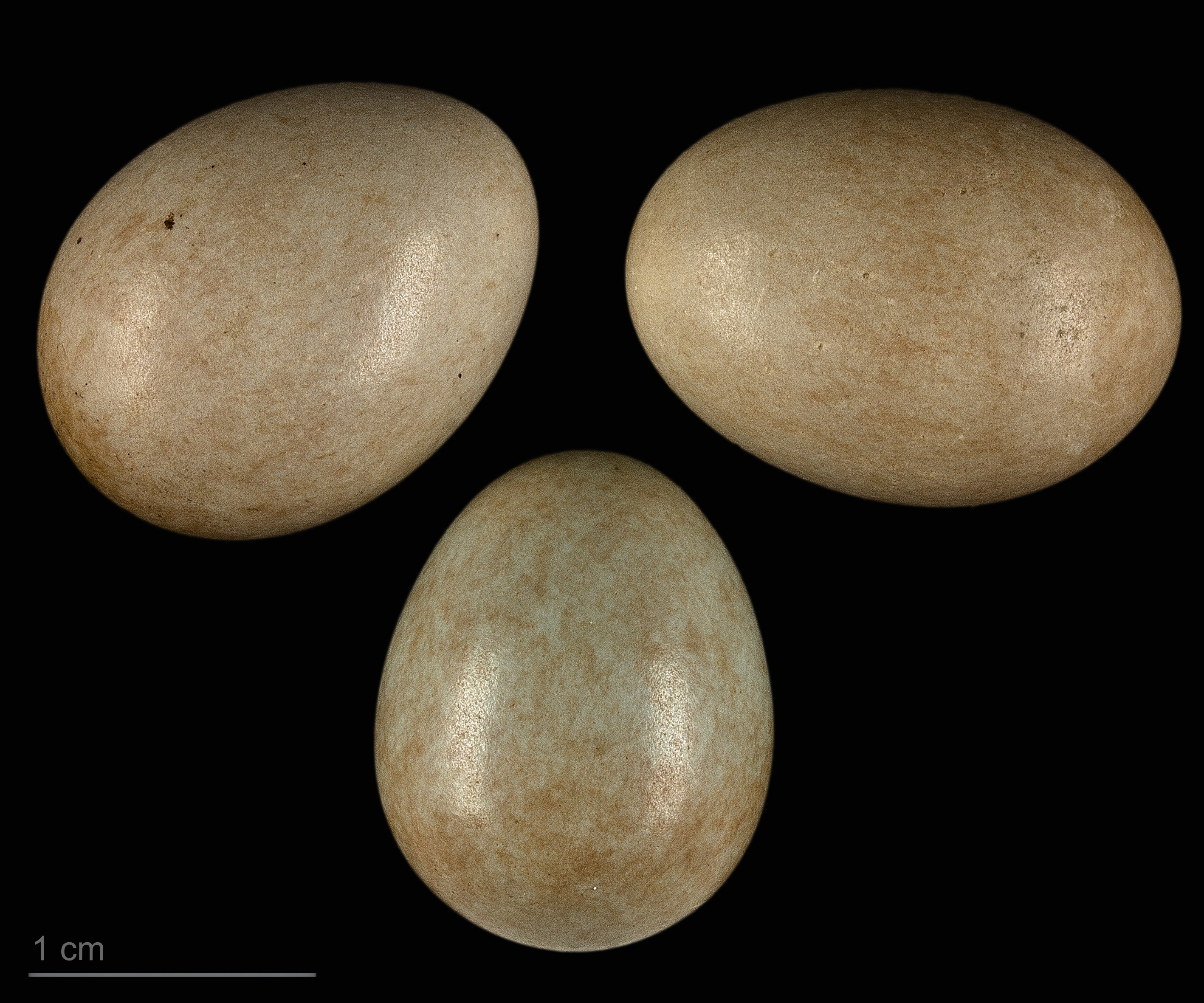
Luscinia svecica cyanecula - MHNT